# Йоганн Пюц
Йоганн Пюц (нім. Johann Puetz; 25 травня 1895 — ?) — німецький льотчик-ас, віцефельдфебель Імперської армії.

## Біографія
Учасник Першої світової війни. 12 грудня 1916 року прибув з 7-го запасного льотного дивізіону в 23-тю винищувальну ескадрилью. 17 вересня 1917 року переведений в баварську 34-ту винищувальну ескадрилью. В 34-й ескадрильї персональним позначенням винищувача Fokker Dr.I, на якому літав Пюц, був зелений капот і дві зелені смуги навколо фюзеляжу. Не здобув жодної підтвердженої перемоги. Пізніше переведений у 66-ту винищувальну ескадрилью. Пюц був підбитий наземним вогнем 2 квітня 1918 року і здійснив вимушену посадку за британськими позиціями. Але замість того, щоб здатися або бути захопленим у полон, він зумів полагодити пошкоджений елерон за допомогою шматка знайденого ним дроту, злетів і повернувся на свій аеродром. 23 березня 1918 року збив DH.4, але був змушений поступитися цією перемогою льотчику з 5-ї винищувальної ескадрильї. У вересні 1918 року направлений в 1-й запасний льотний дивізіон.
Всього за час бойових дій здобув 7 перемог, ще одна залишилась непідтвердженою.